# Motor plano de seis cilindros

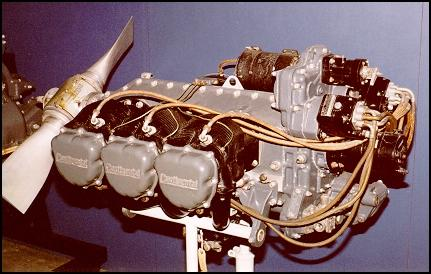
Motor de aviación Continental O-470-13A refrigerado por aire

Un motor plano de seis cilindros, también conocido como motor de seis cilindros horizontalmente opuestos, motor flat-6 o motor bóxer de seis cilindros, es un propulsor de pistones de seis cilindros con tres cilindros situados a cada lado de un cigüeñal central opuestos dos a dos. El tipo más común de motor de seis cilindros es el motor bóxer de seis cilindros, donde cada par de cilindros opuestos se mueve hacia adentro y hacia afuera al mismo tiempo.

## Características generales
Las ventajas del diseño de seis cilindros son un buen equilibrio del motor (para reducir las vibraciones), un centro de gravedad bajo, una longitud corta (en comparación con un motor de seis cilindros en línea) y una buena adaptación para la refrigeración por aire. Las desventajas son un gran ancho (que puede limitar el ángulo máximo de la dirección cuando se usa en un automóvil con motor delantero), se requiere un gran colector de admisión cuando se usa un carburador central, y la duplicación de las conexiones de entrada y de salida para los motores refrigerados por agua.
El primer motor plano de seis cilindros producido en serie data de 1904, y se utilizó en el automóvil Wilson-Pilcher 18/24 HP. El uso más notable de motores planos de seis cilindros es el automóvil deportivo alemán Porsche 911, que los ha utilizado de forma continuada desde 1963. Varios otros fabricantes de automóviles, incluido Subaru, han producido motores planos de seis cilindros en algunas ocasiones. También se han utilizado ocasionalmente en aviones y motocicletas.
Un motor plano de seis cilindros al estilo bóxer puede tener un equilibrio primario y secundario perfecto. Como en otros motores de seis cilindros, la superposición de las carreras de potencia de los diferentes cilindros (con un intervalo de encendido de 120 grados en un motor de cuatro tiempos) reduce la pulsación de la entrega de potencia en relación con la de motores similares con menos cilindros.
En una configuración bóxer, un motor de seis cilindros carece de un par oscilante. La simetría de la disposición, en la que un banco de tres cilindros es reflejado por el otro banco, significa que no hay fuerza neta de ningún par de cilindros reflejados a lo largo del eje de movimiento de los pistones. Entonces, no solo no hay un efecto recíproco primario o secundario neto, no hay una fuerza de giro neta (momento) que intente hacer girar el motor hacia adelante y hacia atrás sobre sus soportes (aunque el momento no es del todo cero en la práctica, porque en cada par de cilindros uno está ligeramente desfasado del otro, dado que de lo contrario chocarían en el cigüeñal). En este sentido, el motor bóxer de seis cilindros es similar a un motor bóxer de cuatro cilindros, que tampoco experimenta ningún par oscilante.
Estas características dan como resultado un bajo nivel de vibraciones (como en los motores de seis cilindros en línea), especialmente en comparación con los desequilibrios que están presentes en los motores V6 con un ángulo de inclinación de 90 grados.

## Uso aeronáutico

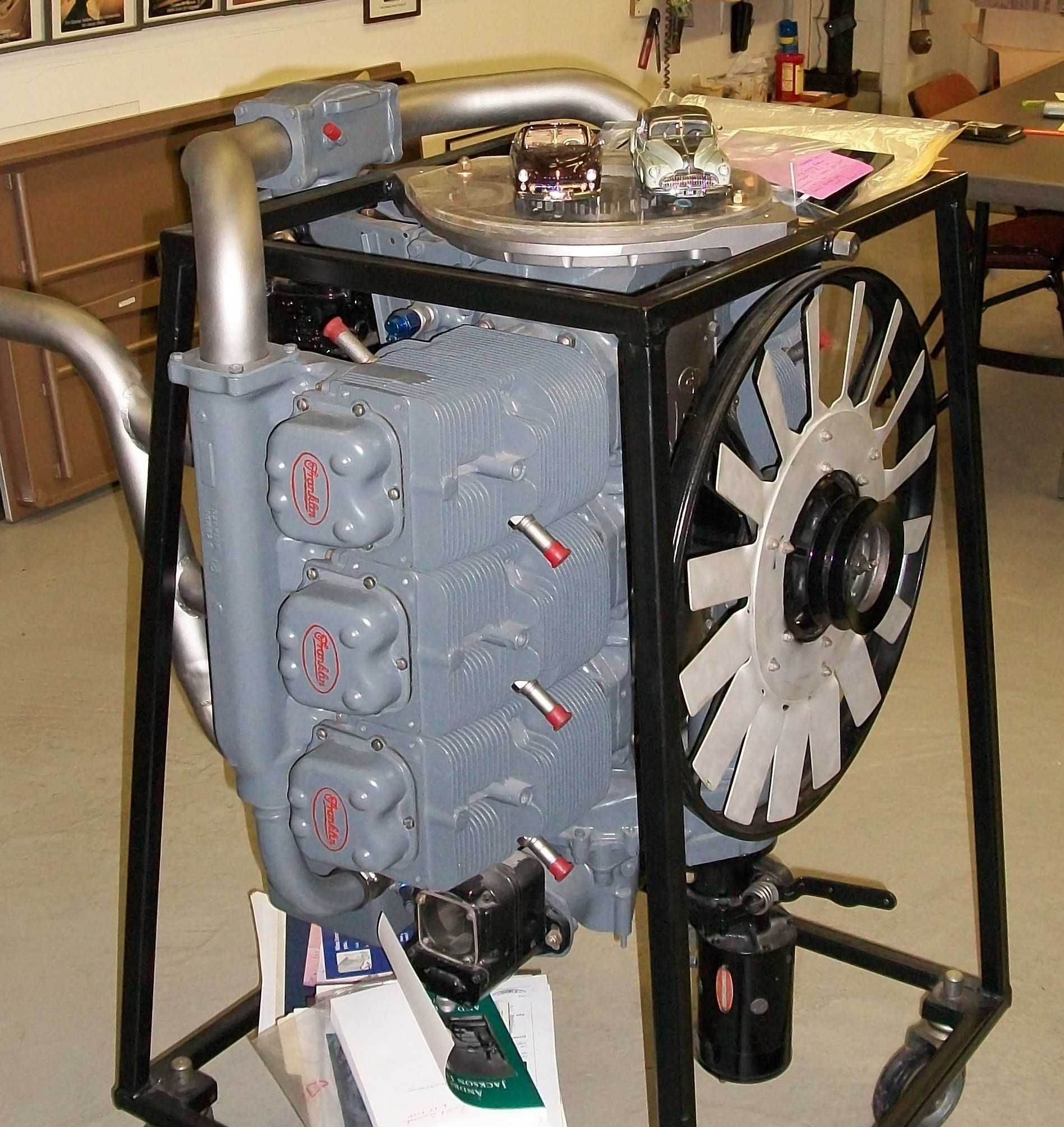
Motor de avión refrigerado por aire Franklin O-335 (1945-1975)

Entre los primeros motores planos de seis cilindros figura el Franklin O-265, que comenzó a producirse en 1940, y el Lycoming O-435, cuya fabricación se inició en 1942. Varios fabricantes usan la letra O en sus códigos de modelo para motores de diseño plano como una designación que hace referencia a cilindros "opuestos". El Franklin O-335 se utilizó en el helicóptero ligero Bell 47.
Los motores planos reemplazaron en gran medida a los motores radiales, históricamente más populares en aviones pequeños, después de la Segunda Guerra Mundial porque eran menos costosos de fabricar. El área frontal más pequeña en comparación con un motor radial también se traduce en una menor resistencia aerodinámica.
Algunos aviones han usado motores de seis cilindros planos originalmente diseñados para automóviles. El motor Porsche PFM 3200, producido entre 1985 y 1991, se basó en el motor utilizado en el deportivo Porsche 911. Varios ejemplos de aviones monoplanos de fabricación propia Pietenpol Air Camper han utilizado el motor refrigerado por aire del automóvil compacto Chevrolet Corvair. En comparación con los motores utilizados en los automóviles, los motores planos de seis cilindros utilizados por los helicópteros tienen grandes cilindradas y bajas revoluciones, lo que produce más par y menos potencia.

## Uso en automóviles

### Porsche

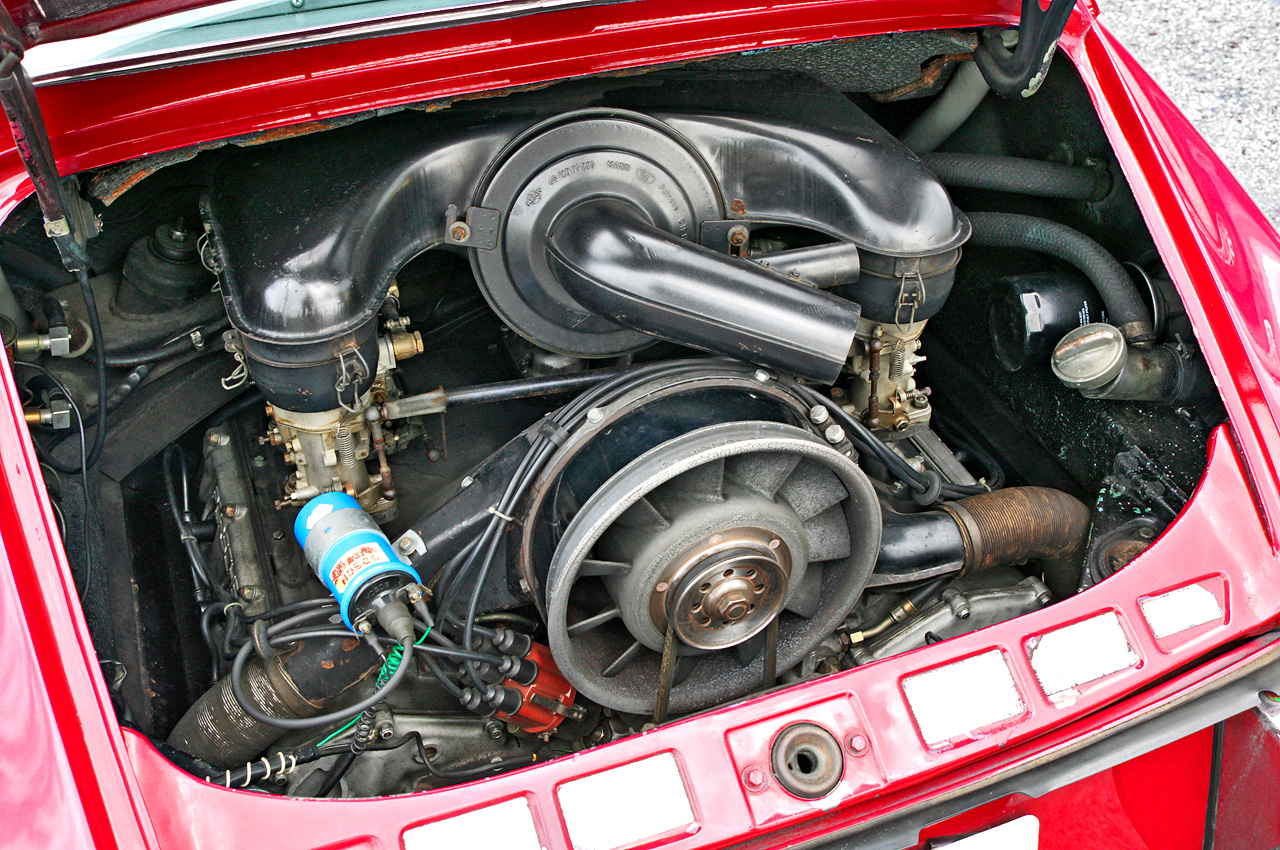
Motor de un Porsche 911 de 1966

El motor plano de seis cilindros a menudo se asocia con el Porsche 911, un automóvil deportivo con motor trasero que ha utilizado motores de seis cilindros en forma exclusiva desde 1963. Los motores estaban refrigerados por aire hasta 1999, cuando Porsche comenzó a usar motores enfriados por agua.
Otros modelos de Porsche que utilizan motores planos de seis cilindros son el Porsche 914/6 de 1970-1972 (con motor central trasero), el Porsche 959 de 1986-1993 (con motor trasero) y el Porsche Boxster/Cayman 1996-2021 (con motor central).

### Otros fabricantes
El primer automóvil en usar un motor plano de seis cilindros fue el Wilson-Pilcher de 18/24 HP, que entre 1904 y 1907 estuvo equipado con un propulsor basado en un motor plano de cuatro cilindros con dos cilindros agregados. El Wilson-Pilcher era un automóvil con motor delantero con el cigüeñal alineado con el eje longitudinal del chasis y los cilindros situados entre los largueros del bastidor. Los informes sobre este coche lo citan como "notablemente silencioso y de funcionamiento suave" y "con una ausencia casi total de vibraciones".
Dos fabricantes estadounidenses produjeron brevemente automóviles con motores planos de seis cilindros: el Tucker 48 de 1948 (refrigerado por agua) y el Chevrolet Corvair de 1959-1969 (refrigerado por aire). Ambos son automóviles con motor trasero y tracción posterior.
El fabricante japonés Subaru también produjo motores planos de seis cilindros refrigerados por agua entre 1988-1996 y 2000-2019. Su primer motor de este tipo, el Subaru ER27, se agregó a la gama de modelos del cupé Subaru XT. En 1991, el motor Subaru EG33 se utilizó en el Subaru Alcyone SVX, el sustituto del Subaru XT. Después de una pausa en la producción de motores de seis cilindros durante cuatro años, el motor Subaru EZ30 se introdujo en el Subaru Legacy/Outback del año 2000. El motor Subaru EZ36 se introdujo en 2007 y se produjo hasta 2019. Todos se utilizaron en automóviles con motor delantero y tracción total, además de que el XT y el Alcyone SVX también estaban disponibles con tracción delantera.

## Uso en motocicletas

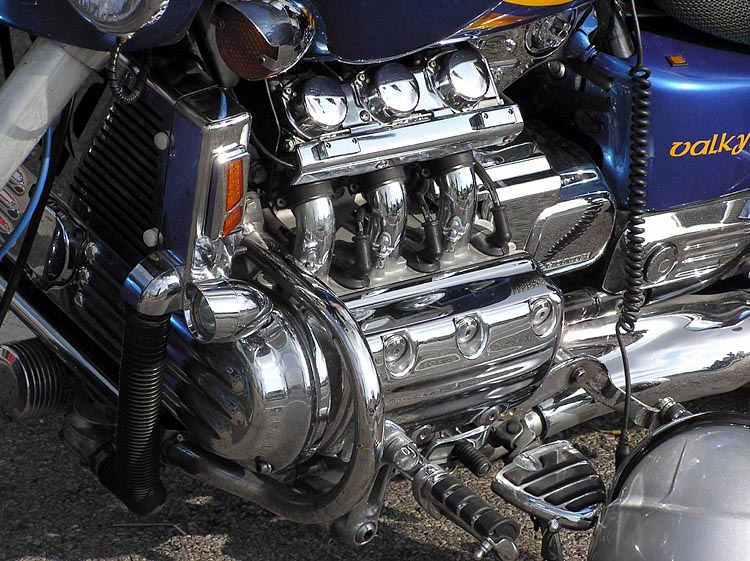
Motor de una Honda Valkyrie (1997-2004)

La mayoría de las motocicletas usan motores con cuatro o menos cilindros. Sin embargo, la motocicleta de turismo Honda Gold Wing ha estado equipada con un motor plano de seis cilindros refrigerado por agua desde 1987. Inicialmente, el motor tenía una cilindrada de 1,5 L (92 plg³), hasta que se amplió a 1,8 L (110 plg³) en 2001.: 208 
La Honda Valkyrie F6C (1997-2003) era una motocicleta rutera basada en la GL1500 Gold Wing.: 198, 218  La Valkyrie Rune de edición limitada, lanzada en 2004, estaba basada en la GL1800.: 218, 220 